# 東力
東 力（ひがし ちから、1941年11月21日 - 2022年9月19日）は、日本の政治家。衆議院議員（3期）。企業家、ヒューロン国際大学ロンドン校総長。

## 経歴
和歌山県新宮市出身。東京大学教養学部教養学科卒業。GWUジョージ・ワシントン大学大学院博士課程修了。1989年、GWU卒業生に贈られる最高栄誉賞（5名選出）を、先輩であるコーリン・パウエルとともに授与された。
1965年、大蔵省に入省。入省同期に薄井信明、榊原英資、竹島一彦らがいる。国際金融局総務課に配属。課長は渡辺誠、筆頭課長補佐は渡辺喜一、次席（末席）補佐は藤野公毅。係長も含めて一丸となって東に英語を教えていたという。
名古屋国税局調査査察部国税調査官、銀行局特別金融課特別銀行係長心得、諏訪税務署長、理財局国有財産第一課長補佐（総括）、アジア開発銀行予算企画担当官、大臣官房企画官、大臣秘書官などを経て、1983年の第37回衆議院議員総選挙に旧和歌山2区から無所属で立候補し、衆議院議員初当選（選挙後、自由民主党に追加公認された。）。以後3期連続当選。農林水産政務次官、建設政務次官を歴任した。在任中は、自らが秘書官を務めた渡辺美智雄の側近として知られた。テンプル大学ジャパンキャンパスやヒューロン国際大学日本校の理事長などを務めた。
1993年に行われた第40回衆議院議員総選挙では、選挙区の議員定数がそれまでの3から2に減らされた影響を受け、落選。小選挙区制となった、1996年に行われた第41回衆議院議員総選挙では、党の裁定により地盤のある和歌山県第3区ではなく、和歌山県第1区から立候補したが、新進党から立候補した中西啓介に完敗した。2000年に行われた第42回衆議院議員総選挙では、自由民主党から和歌山県第3区からの立候補を予定していたが、保守党の二階俊博が与党統一候補となったことに反発して無所属で立候補したが落選し、引退を表明。しかし、その後、岸本光造が死去した際に行われた和歌山県第2区の補欠選挙や、2003年の第43回衆議院議員総選挙に和歌山県第2区から立候補を模索したが、ともに断念した。その後は、自らの経営する企業に専念する。
政界引退後は木の国酒造社長、株式会社IMC社長、ヒューロン国際大学ロンドン校総長を務めた。
2014年春の叙勲で旭日中綬章受章。
2022年9月19日、死去。80歳没。死没日付をもって従四位に叙された。

## 著書
- 『日米外交の活路を拓く』
- 『貿易摩擦のメカニズム』
- 『アメリカのM&A』ほか